# Kloster Dealu Mare

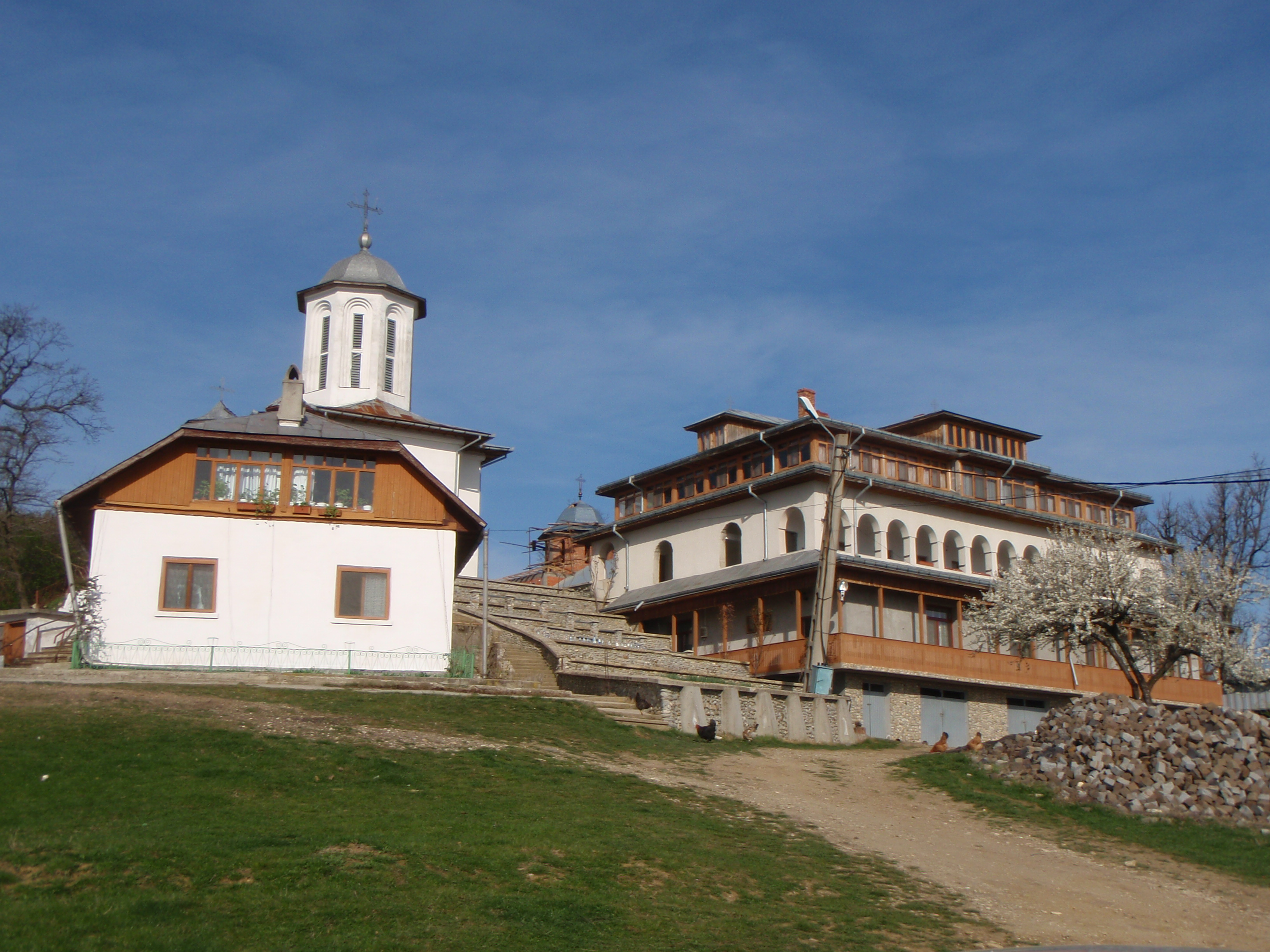
Kloster Dealu Mare

Das Kloster Dealu Mare (rumänisch Mănăstirea Dealu Mare) liegt in Borăscu, Rumänien im Kreis Gorj, rund 65 km von Târgu Jiu. Es befindet sich in 9 km Entfernung vom Kloster Sfânta Treime in Strâmba.

## Bildergalerie

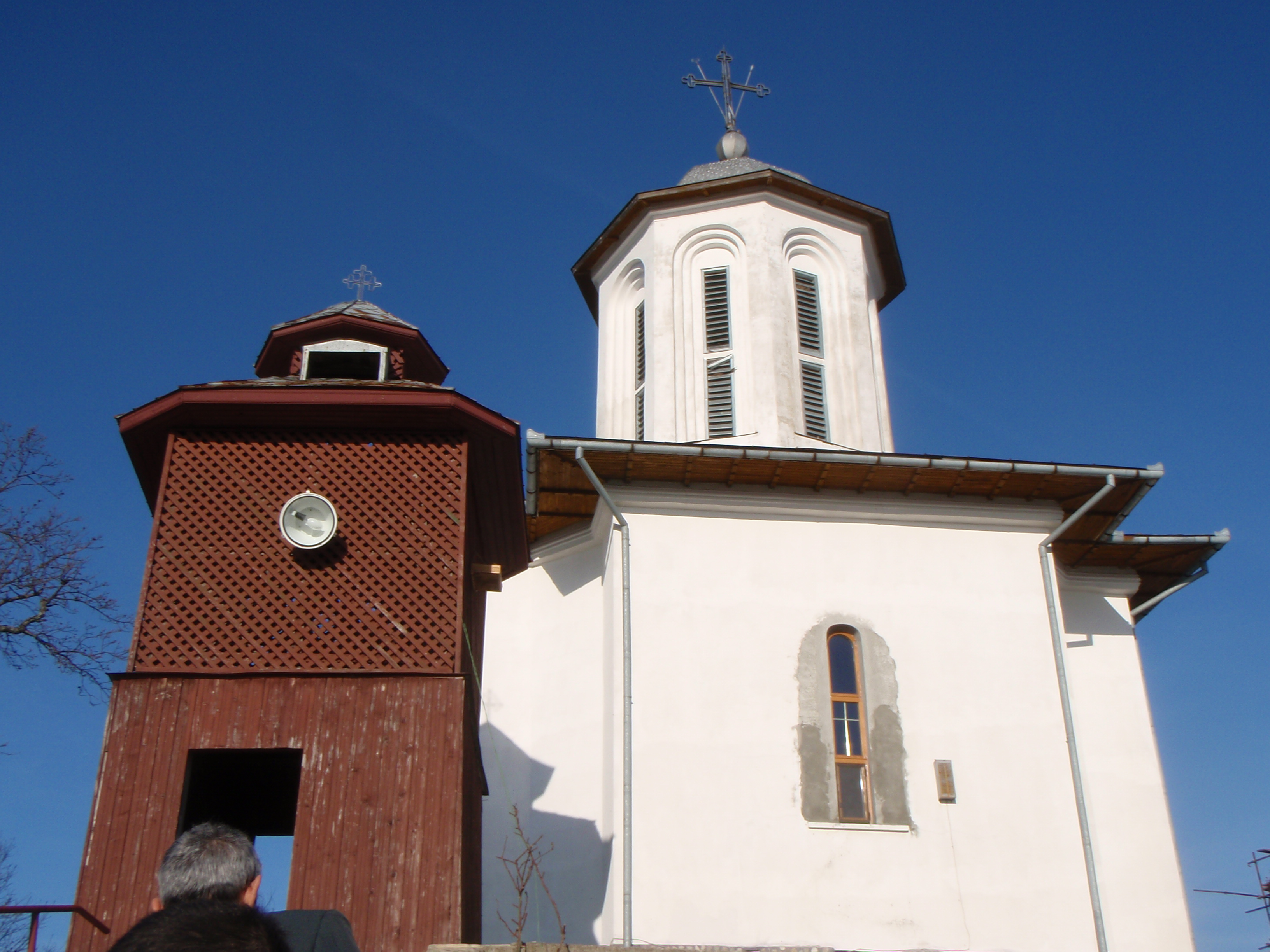
Kloster Dealu Mare
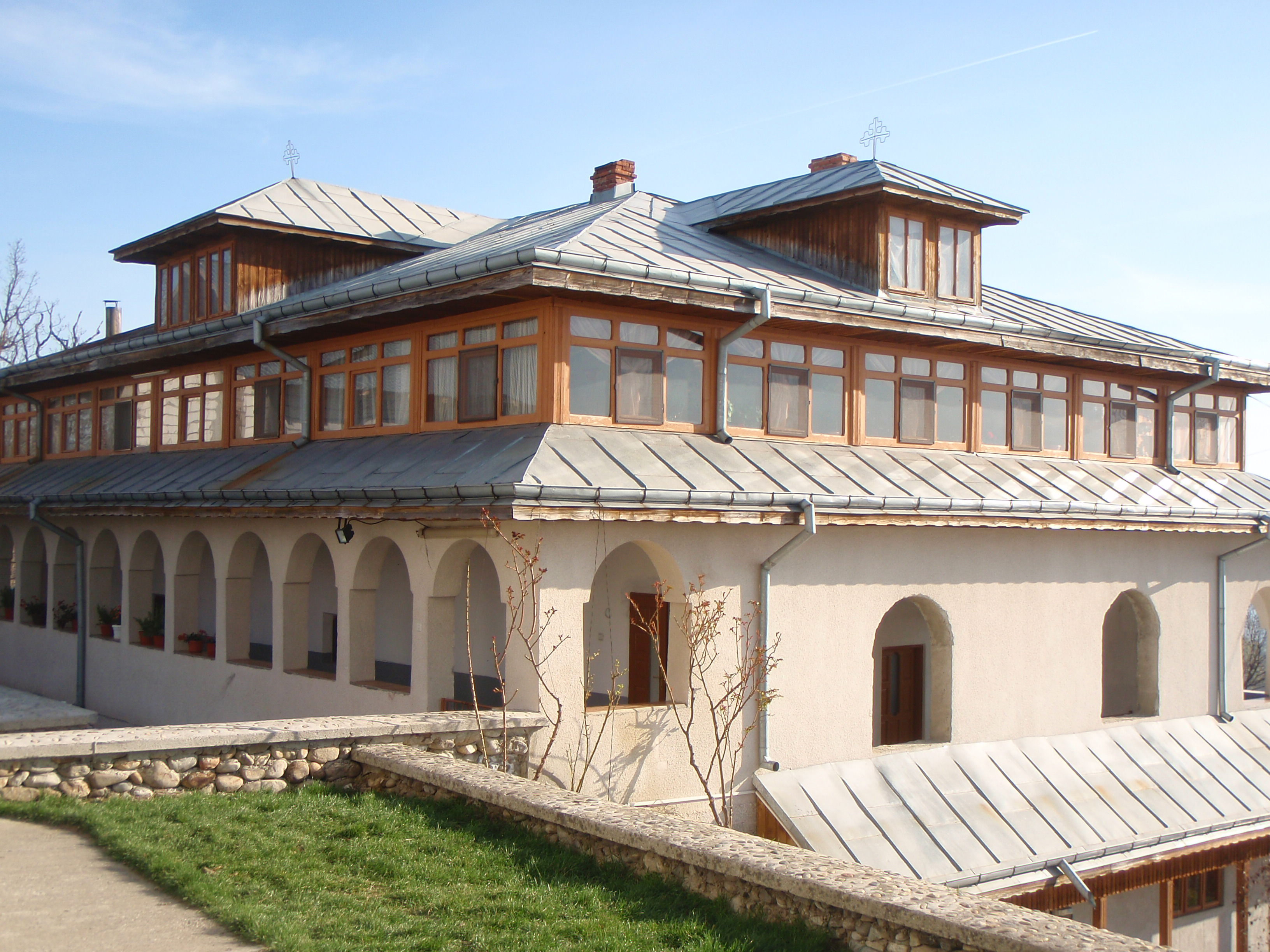
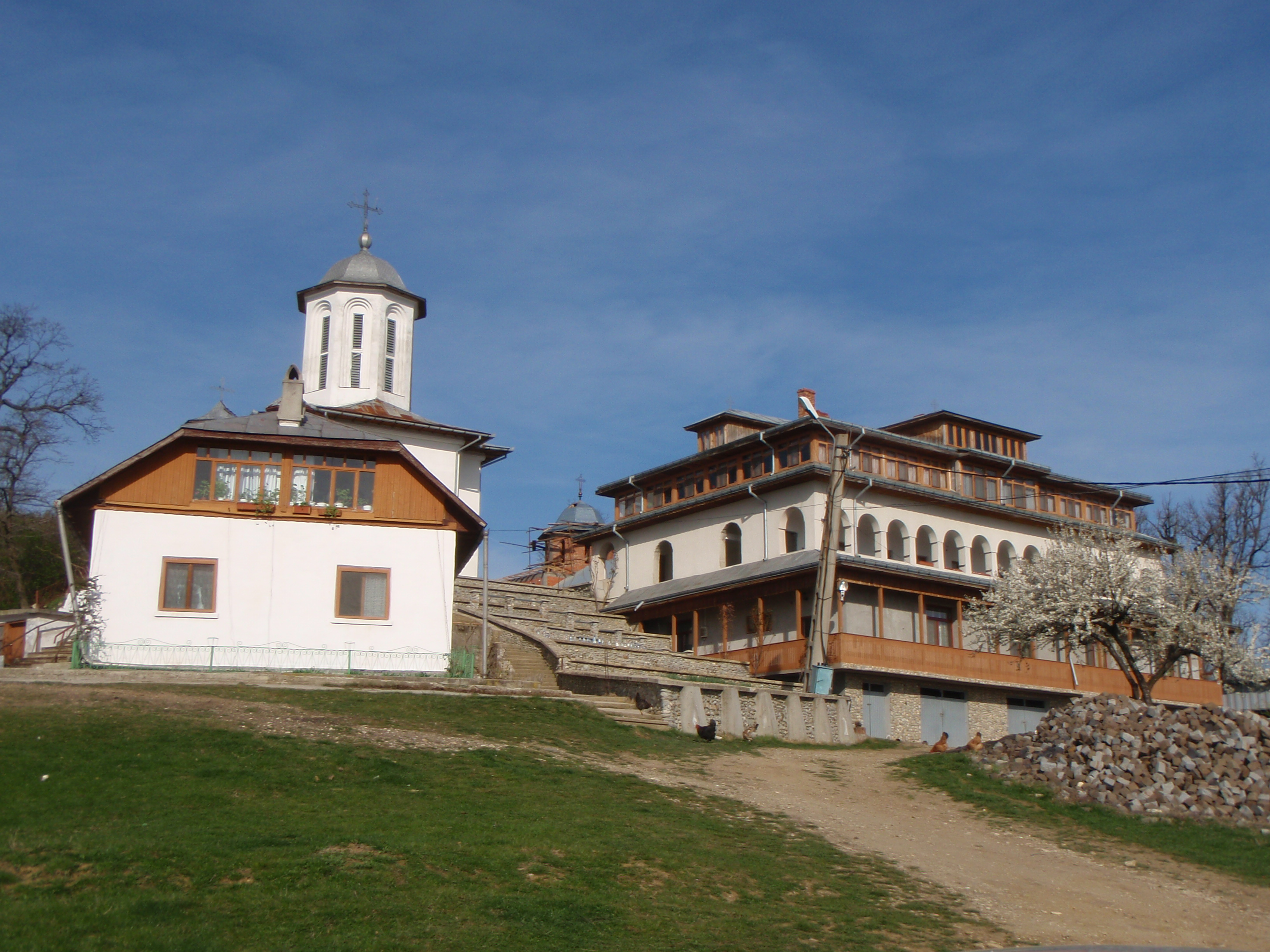
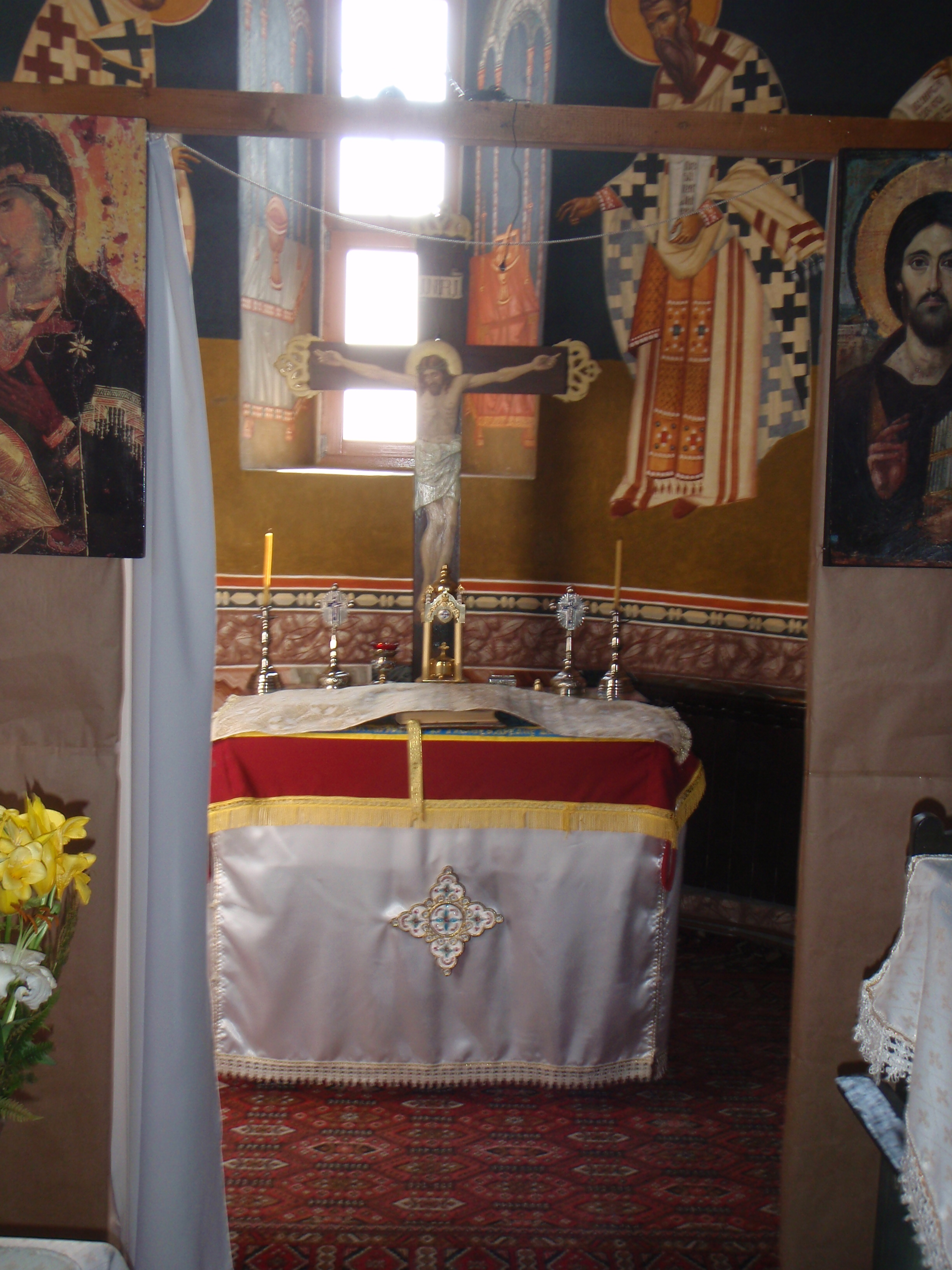
Raumausstattung
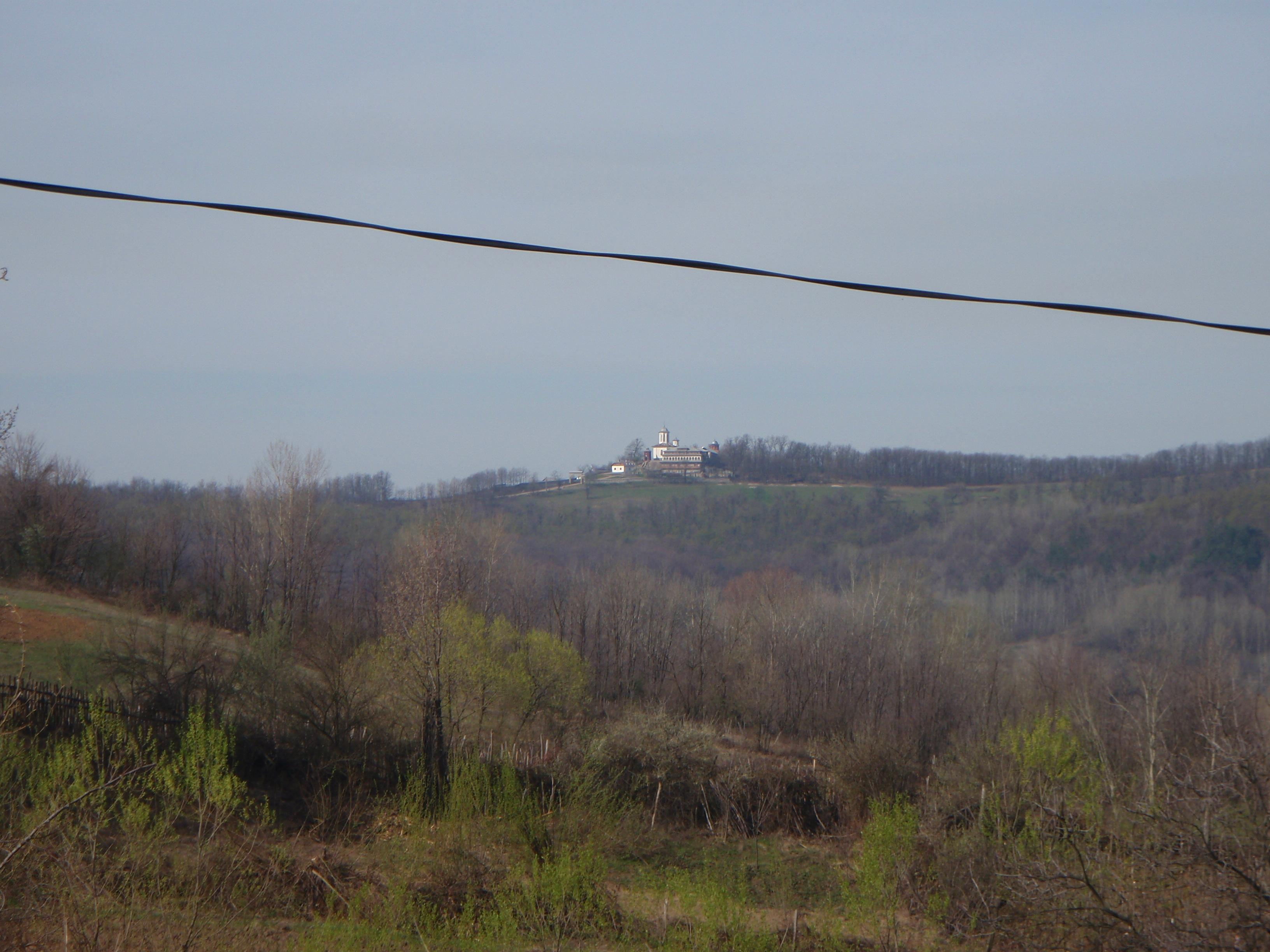
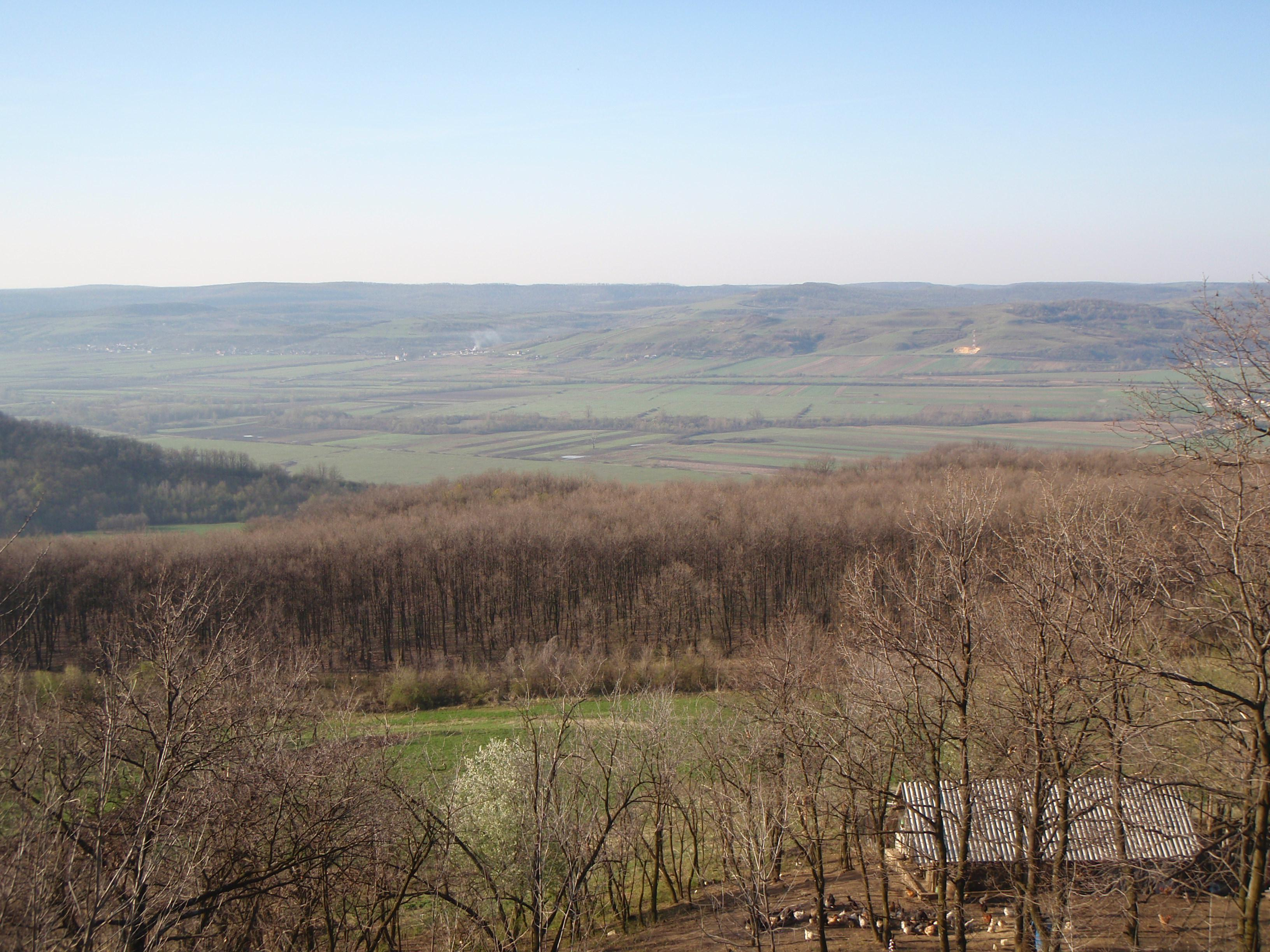
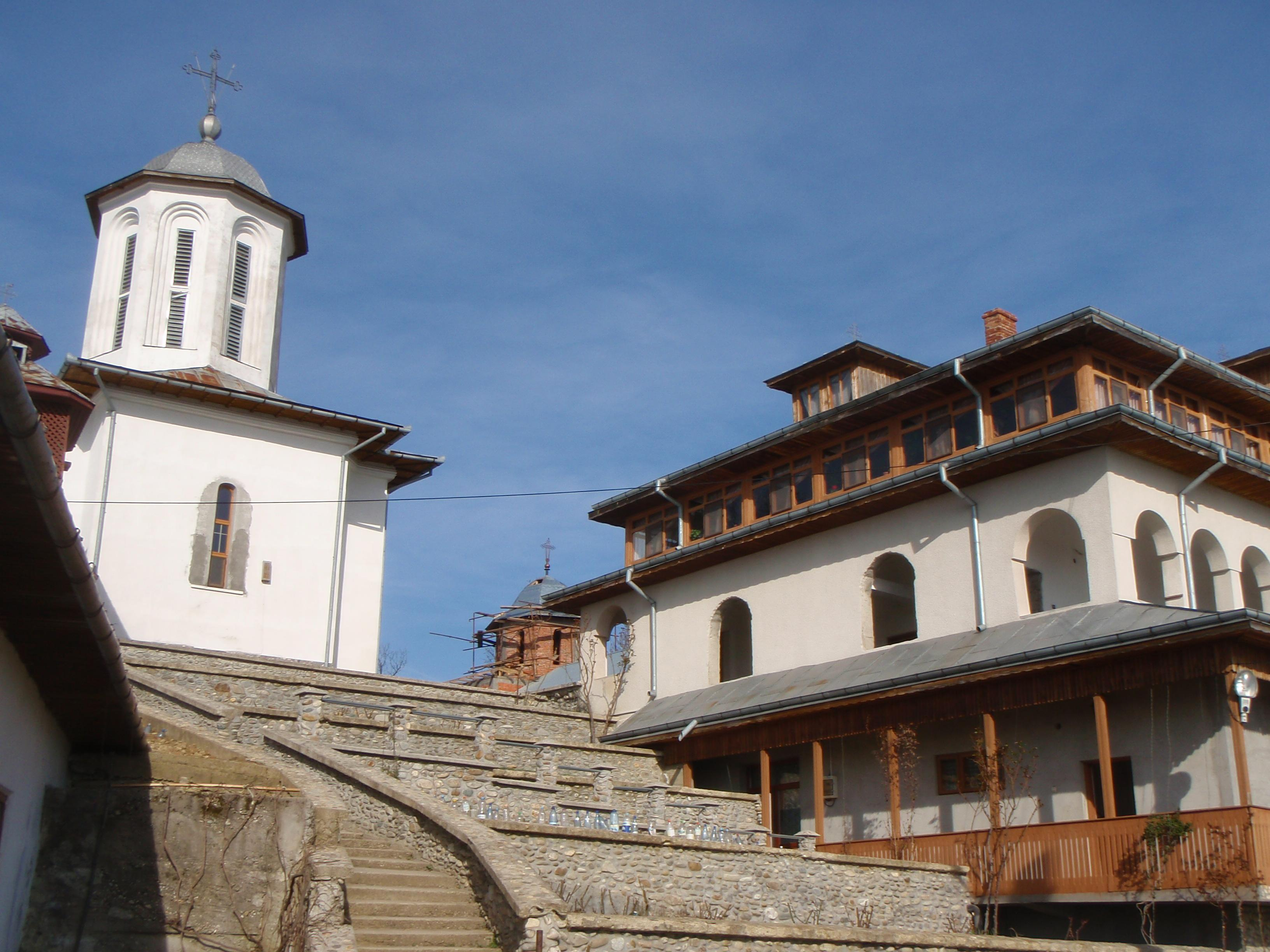
Die Klosterkirche
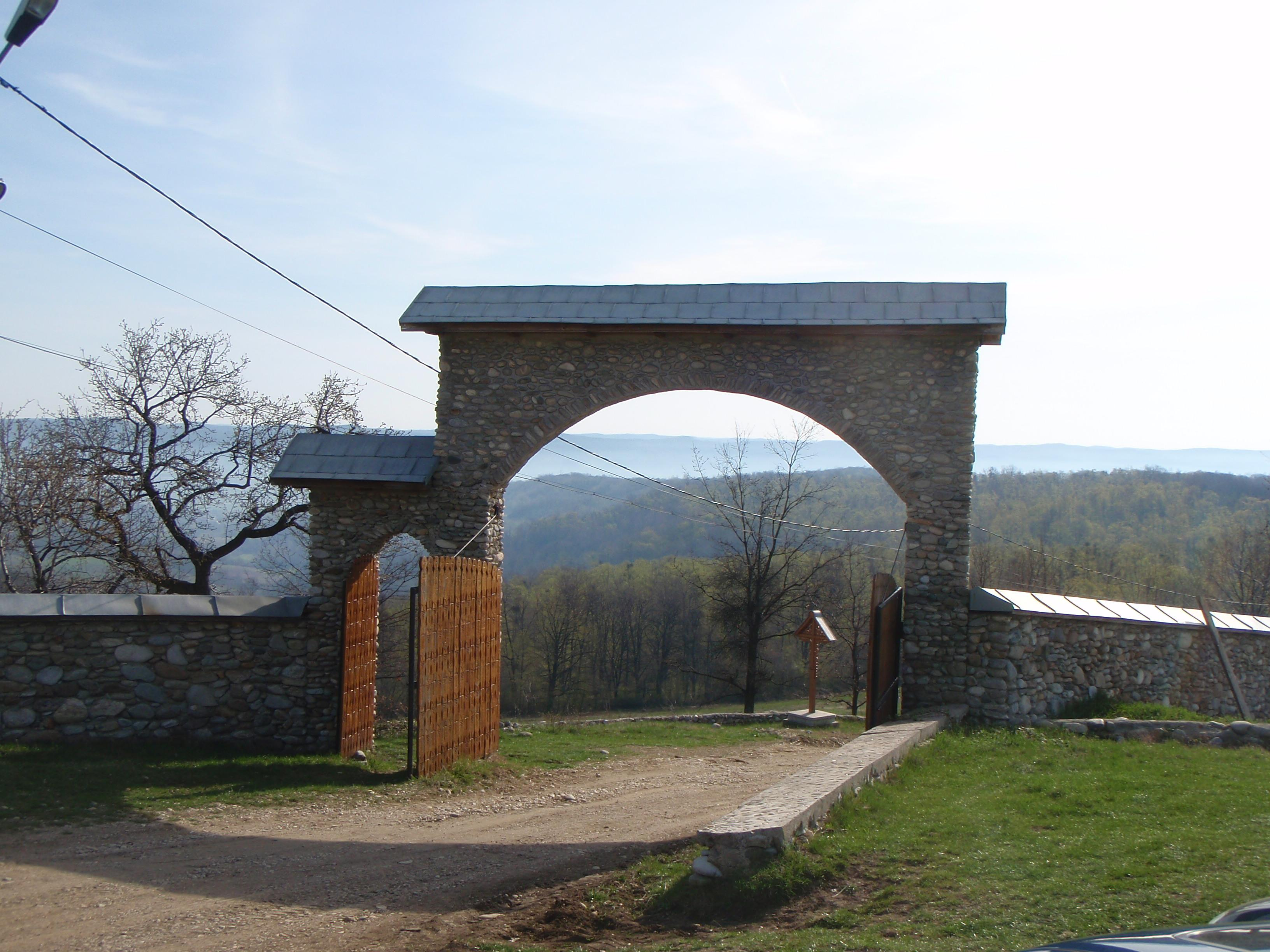
Das Tor